# 达哈努
达哈努（Dahanu），是印度马哈拉施特拉邦帕尔加尔县的一个城镇。总人口44393（2001年）。

## 人口
该地2001年总人口44393人，其中男性22926人，女性21467人；0—6岁人口5724人，其中男2948人，女2776人；识字率70.93%，其中男性为77.06%，女性为64.38%。